# 뉴 스테이트 모바일
뉴 스테이트 모바일(NEW STATE MOBILE)은 크래프톤에서 배틀그라운드의 근미래 배경을 기반으로 개발한 배틀로얄 게임성을 계승한 모바일 신작이다. 미래 지향적인 스타일의 멀티 플레이 온라인 배틀 로얄 비디오 게임으로 개발된 비디오 게임으로 2021년 11월 11일에 출시되었다. PUBG 스튜디오에 의해 출판된 크래프톤의 게임이다. 크래프톤의 속편으로 개발된 배틀그라운드의 전장이다. 2021년 11월 11일에 앱스토어, 플레이 스토어와 갤럭시 스토어를 통해 iOS, iPadOS, 안드로이드 용으로 출시되었다.

## 게임 플레이
뉴 스테이트 모바일은 배틀그라운드와 유사한 게임 플레이를 특징으로 한다. 100명의 플레이어가 지도에 배치되어 보급품을 수집하고 서로 싸우면서 마지막 한 명이 승자가 되는 배틀로얄 게임이다. 뉴스테이트 모바일은 2051년에 미래 지향적인 환경, 건물, 건축물 및 기념물로 설정된다. 일부 기능에는 드론, 탄도 방패, 네온 조준경(바이퍼-A스펙 사이트), 전투 굴림 능력, 팀원 소생 및 기절시킨 적을 '영입'이 포함된다. 배틀그라운드: 뉴 스테이트에는 상호작용 가능한 물체와 파괴 가능한 창문이 있는 건물이 있다. 이 게임은 다양한 발사 모드 선택이 가능한 무기 커스터마이징, 추가 부착물이 있는 유탄 발사기 및 기타 성능 향상 기능을 제공한다.
크래프톤에 따르면 이 게임은 성능에 영향을 미치지 않으면서 향상된 그래픽을 위해 "첨단 글로벌 일루미네이션 렌더링 기술"을 특징으로 할 것으로 예상된다.

## 개발
2021년 2월, 펍지 스튜디오는 펍지 유니버스의 일부로 가까운 미래 (연도: 2051)를 배경으로 하는 PUBG의 속편으로 별도의 독립체인뉴스테이트 모바일(PUBG: NEW STATE)의 개발을 발표했다. 한국의 비디오 게임 개발사 크래프톤(Krafton)의 펍지 스튜디오(PUBG Studios) 내부 사업부에서 개발했다.
2021년 7월 크래프톤은 이 게임이 구글 플레이 스토어에서만 2천만 뷰를 돌파했다고 보고했다. 뉴스테이트 모바일(PUBG: NEW STATE)는 2021년 11월 11일에 전세계에 출시되었다. 8월 28일에 알파 테스트는 28개 국가에서 실시 후 종료되었으며 개발자는 참여 사용자의 피드백을 기반으로 개선 및 수정사항을 구현했다. 2021년 9월 iOS, iPadOS 사전 등록이 시작된 이후, 이 게임은 구글 플레이 스토어와 애플 앱 스토어에서 합산하여 5천만 명의 사용자를 돌파했다. 크래프톤에 따르면 이 게임은 성능에 영향을 주지 않고 새로운 세대의 모바일 게임에 그래픽과 조명을 강화하기 위한 최첨단 렌더링 기술을 포함하고 플레이어와 유사한 사실적이고 강화된 배틀 로얄을 포함할 것이라고 한다.
사전등록을 한 유저에게는 슈퍼카 스킨을 주었다.

## 출시
뉴스테이트 모바일(PUBG: NEW STATE)는 2021년 11월 11일 iOS 및 안드로이드용으로 전 세계에 출시되었다.

## 같이 보기
- 배틀그라운드
- 배틀그라운드 모바일
- 배틀 로얄
- 크래프톤